# Gjueszewo
Gjueszewo (bułg. Гюешево) – wieś w Bułgarii, w obwodzie Kiustendił, w gminie Kiustendił. Według danych szacunkowych Ujednoliconego Systemu Ewidencji Ludności oraz Usług Administracyjnych dla Ludności, 15 września 2022 roku miejscowość liczyła 186 mieszkańców. Położona przy granicy z Macedonią Północną.

## Historia

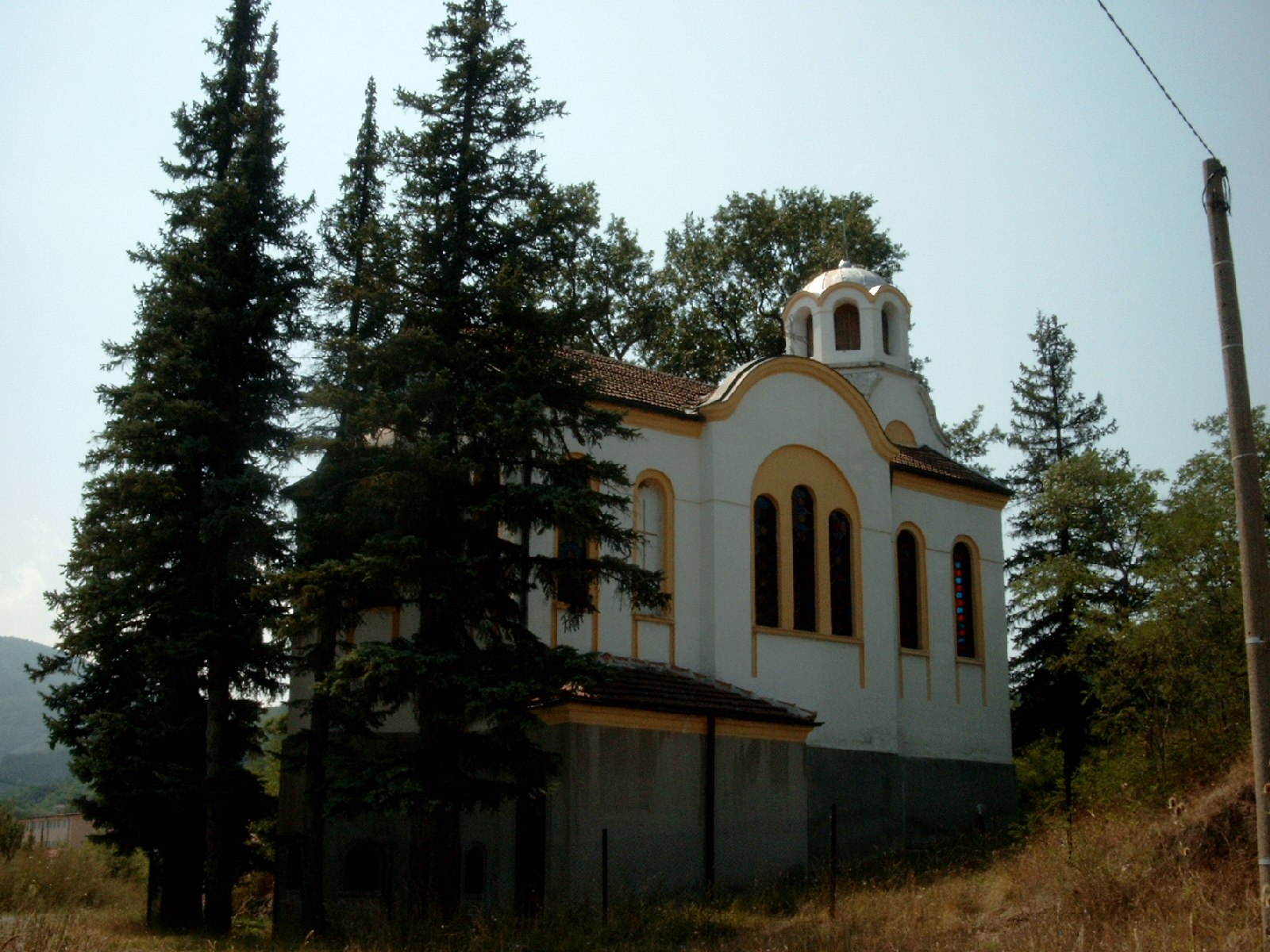
Cerkiew św. Trójcy

Pozostałości trackiej i starożytnej osady świadczą o tym, że obszar ten był zamieszkany od czasów starożytnych. Osada została zapisana w tureckim rejestrze podatkowym w latach 1570–1572 pod nazwą Guweszewo jako posiadłość sułtana Yłydży (Kiustendiłu), gdzie zanotowano, że w osadzie znajduje się 28 gospodarstw z 28 kawalerami. W rejestrze z XVII w. Gjueszewo widnieje jako osada górnicza, w której mieszkało 17 rodzin chrześcijańskich. W 1871 r. otwarto pierwszą szkołę, która najpierw znajdowała się w domach prywatnych. W 1903 r. otwarto pocztę, w 1910 r. – aptekę, w 1915 r. – regionalną służbę weterynaryjną i ratunkową. W 1910 r. powstał tu dworzec kolejowy. W 1921 r. założono czitaliszte „Prosweta”.
W 2022 roku rozpoczęto budowę linii kolejowej do miasta Kumanowo w Macedonii Północnej. Linia ma powstać do 2030 roku.